# Fedora
För andra betydelser, se Fedora (olika betydelser).
Fedorahatten är en hatt av filt med markerat brätte och längsledes intryckt hattkrön. Filtmaterialet är framställt av ull eller hår från pälsdjur (vanligtvis kanin). Fram till 1950-talet var det vanligt att män i kostym bar en hatt av denna typ. 
Al Capone, Humphrey Bogart, The Clash, Indiana Jones, Freddy Krueger, Scatman John, Rorschach, Mr Walker, Johnny Depp och Michael Jackson är några kända bärare av fedorahattar. Från 1980-talet bidrog Indiana Jones till fedorahattens popularitet. Borsalino är en känd italiensk tillverkare. 
Fedorahatten har sitt namn från Fédora, titeln på en teaterpjäs från 1882 av den franske dramatikern Victorien Sardou.

## Bildgalleri

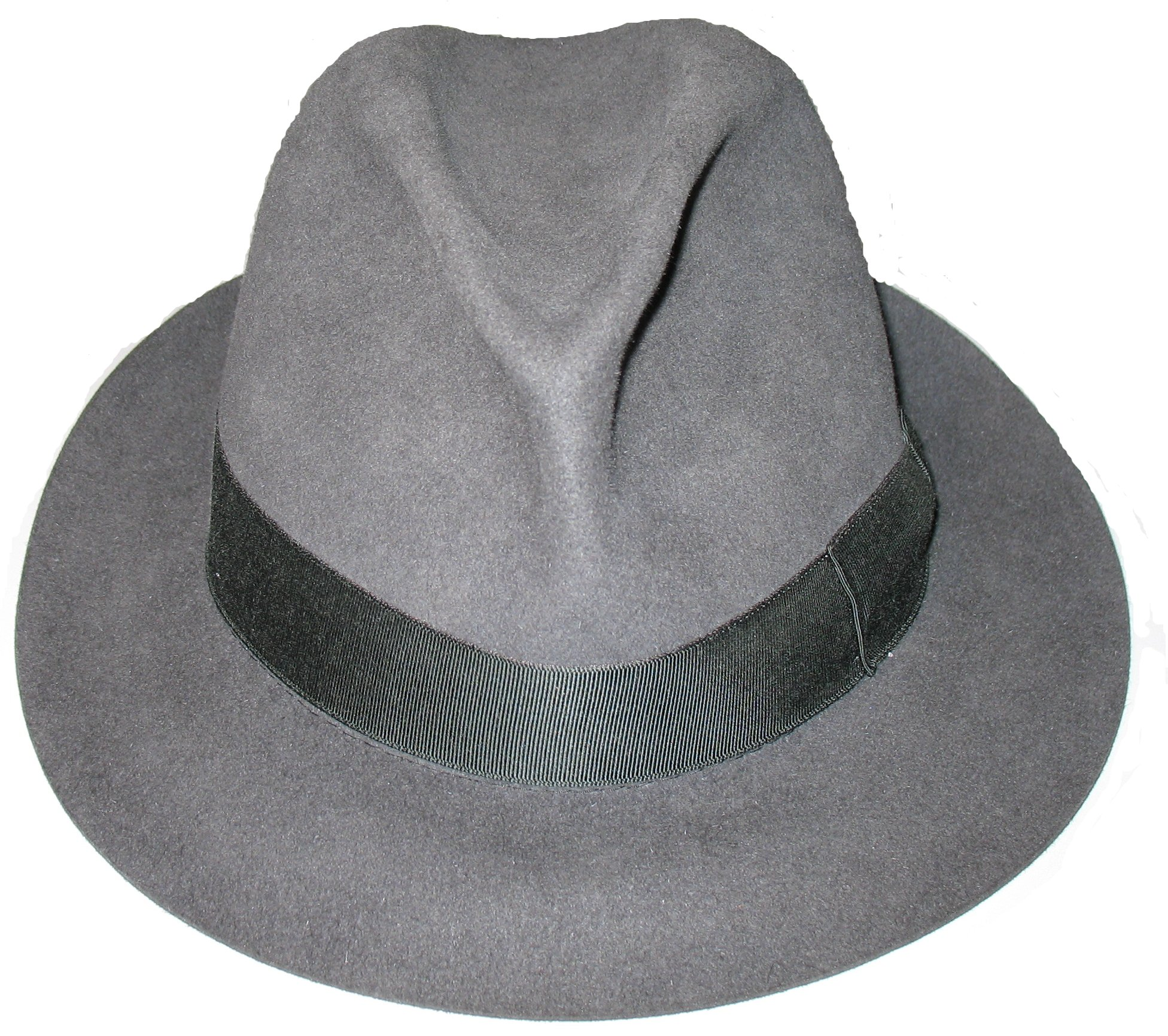
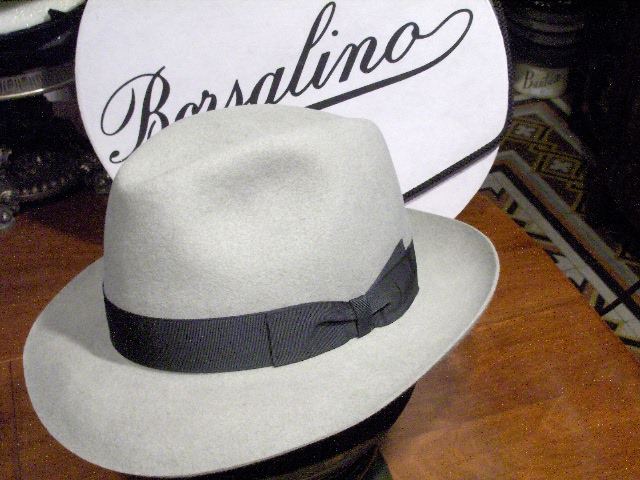